# Trg Heroja
Mjesna zajednica Trg heroja (do 1992. Trg Pere Kosorića) je mjesna zajednica u Općini Novo Sarajevo. To je potpuno urbanizirano naselje, koje čine stambene zgrade raspoređene oko središnjeg platoa, nekoliko objekata niske gradnje, te brojne višekatnice, karakteristične za razdoblje intenzivne izgradnje sedamdesetih godina prošloga stoljeća. Tijekom rata u BiH granica narečene mjesne zajednice prema Grbavici bila je prva crta obrane i samim tim poprište žestokih sukoba, što je pak prouzročilo velike ljudske gubitke i golema materijalna razaranja. Trg heroja graniči s mjesnim zajednicama Grbavica II, Hrasno brdo, Hrasno i Malta.  

## Vanjske poveznice
- Trg heroja